# Quintanar de la Orden
Quintanar de la Orden ist eine Kleinstadt und eine zentralspanische Gemeinde (municipio) mit 11.194 Einwohnern (Stand: 2024) in der Provinz Toledo und der Region Kastilien-La Mancha.

## Lage
Die Gemeinde grenzt an die Gemeinden Mota del Cuervo in der Provinz Cuenca und Villanueva de Alcardete, El Toboso, Miguel Esteban und La Puebla de Almoradiel in der Provinz Toledo.

## Bevölkerungsentwicklung
| Jahr      | 1857  | 1900  | 1950   | 2001  | 2020   |
| Einwohner | 5.656 | 8.259 | 10.168 | 9.779 | 11.148 |

Trotz der zunehmenden Mechanisierung der Landwirtschaft und der Aufgabe bäuerlicher Kleinbetriebe ist die Bevölkerung – hauptsächlich durch Zuwanderung – im 20. Jahrhundert leicht angestiegen.

## Geschichte
Eine Entdeckung kann die Anwesenheit einer prähistorischen Siedlung im Paläolithikum hinweisen. Auch Römische Münzen wurden in dem Gemeindegebiet gefunden.
Quintanar war eines der Dörfer von La Mancha, deren Wiederbesiedlung dem Santiagoorden übertragen wurde. Die frühen Siedler waren möglicherweise Mozaraber aus Toledo. Quintanar wurde während der Herrschaft von Ferdinand III. eine chartae populationis gewährt. Einige Juden ließen sich nach ihrer Vertreibung aus Andalusien im Jahr 1443 in Quintanar nieder.